# Всесвітнє чемпіонство WWE
Всесвітнє чемпіонство WWE (англ. WWE Universal Championship) — анульований світовий титул  професійного реслінгу промоутерської компанії WWE. Останнім офіційним володарем титулу був Роман Рейнс.
Титул отримав назву в честь фанатів компанії, яких вона називає «всесвітом WWE» і був створений 25 липня 2016 року, як світовий титул для бренда Raw. Причиною його створення стало повернення розділення на бренди і драфту 19 липня 2016 року, на якому головний титул компанії - титул чемпіона світу WWE, став ексклюзивним для SmackDown. Першим всесвітнім чемпіоном став Фінн Балор.

## Історія
Після чергового розділення на бренди, на драфті, 19 липня 2016 року, чемпіон WWE Дін Емброус перейшов на SmackDown Live. На Battleground 24 липня, Емброус успішно захистив титул від представників Raw - Сета Роллінса і Романа Рейнса у тристоронньому матчі. Таким чином, Raw залишився без світового титулу. У наступному епізоді Raw, керівник бренда Стефані МакМен і головний менеджер Мік Фоулі представили титул всесвітнього чемпіона WWE, як головний титул бренда Raw. За словами Фоулі, титул був названий так на честь шанувальників WWE. Титул чемпіона WWE був згодом перейменований на «чемпіон світу WWE».
Перший чемпіон повинен був визначитися на SummerSlam, 21 серпня, в матчі один на один. Сет Роллінс відразу потрапив у матч, бо був першим номером Raw у списку на драфті і не був утриманий на Battleground. Його суперник визначився у двох чотиристоронніх матчах на Raw, переможці яких зустрілися в матчі один на один. Фінн Балор переміг Сезаро, Кевін Оуенс і Русєва, а Роман Рейнс переміг Кріса Джеріко, Семі Зейна і Шеймуса. Згодом Балор здобув перемогу на Рейнсом і потрапив у титульний матч. Вже на SummerSlam Балор переміг Роллінса, ставши першим всесвітнім чемпіоном WWE. До того ж, Фінн став першим реслером у WWE, який зумів здобути світовий титул на першому ж ППВ для себе.

## Вигляд пояса
Чемпіонський пояс був представлений на SummerSlam і схожий за виглядом на пояс чемпіона WWE, але з кількома суттєвими відмінностями. Ремінь червоний або синій, що показує належність до бренда, а логотип WWE в центрі пластини підкреслено чорним, щоб зробити його більш видимим. Як чемпіонський пояс, він схожий на пояс чемпіона WWE: у центрі нестандартної семикутної пластини вирізано великий логотип WWE, покритий діамантами, з підписом "всесвітній чемпіон" під логотипом, дрібним шрифтом. Великі бокові пластини є змінними круглими секціями, що дозволяє чемпіону додати особистий логотип на пояс.

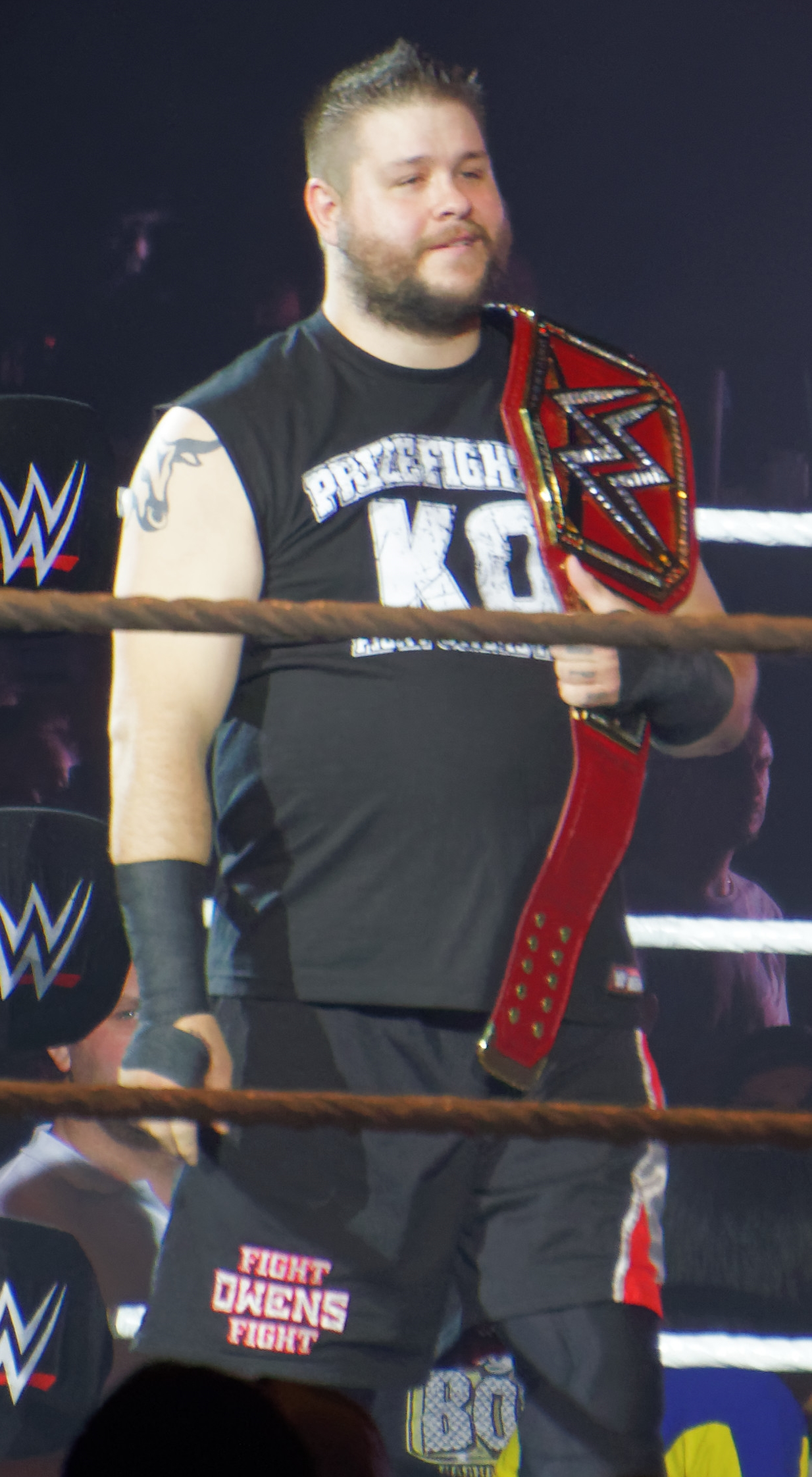
Кевін Оуенс з поясом Всесвітнього чемпіона.

## Виноски
1. ↑  21 квітня 2025 року (де-факто)
2. ↑  З квітня 2024 по квітень 2025 року в офіційній історії титулу чемпіоном значився Коді Роудс, але після його поразки на шоу Реслманія 41 історія титулу була переписана, Роудс видалений з неї, а Рейнса визнали останнім чемпіоном.